# داني تريجو (لاعب كرة قدم)
داني تريجو (بالإنجليزية: Danny Trejo)‏ هو لاعب كرة قدم أمريكي في مركز الوسط، ولد في 29 أبريل 1998 في موريليا في المكسيك. لعب مع Cal State Northridge Matadors men's soccer ‏.

## وصلات خارجية
- داني تريجو (لاعب كرة قدم) على موقع الدوري الأمريكي (الإنجليزية)
- داني تريجو (لاعب كرة قدم) على موقع قاعدة بيانات كرة القدم.إي يو (الإنجليزية)